# Wallfahrtskirche Maria Heimsuchung (Klausen)

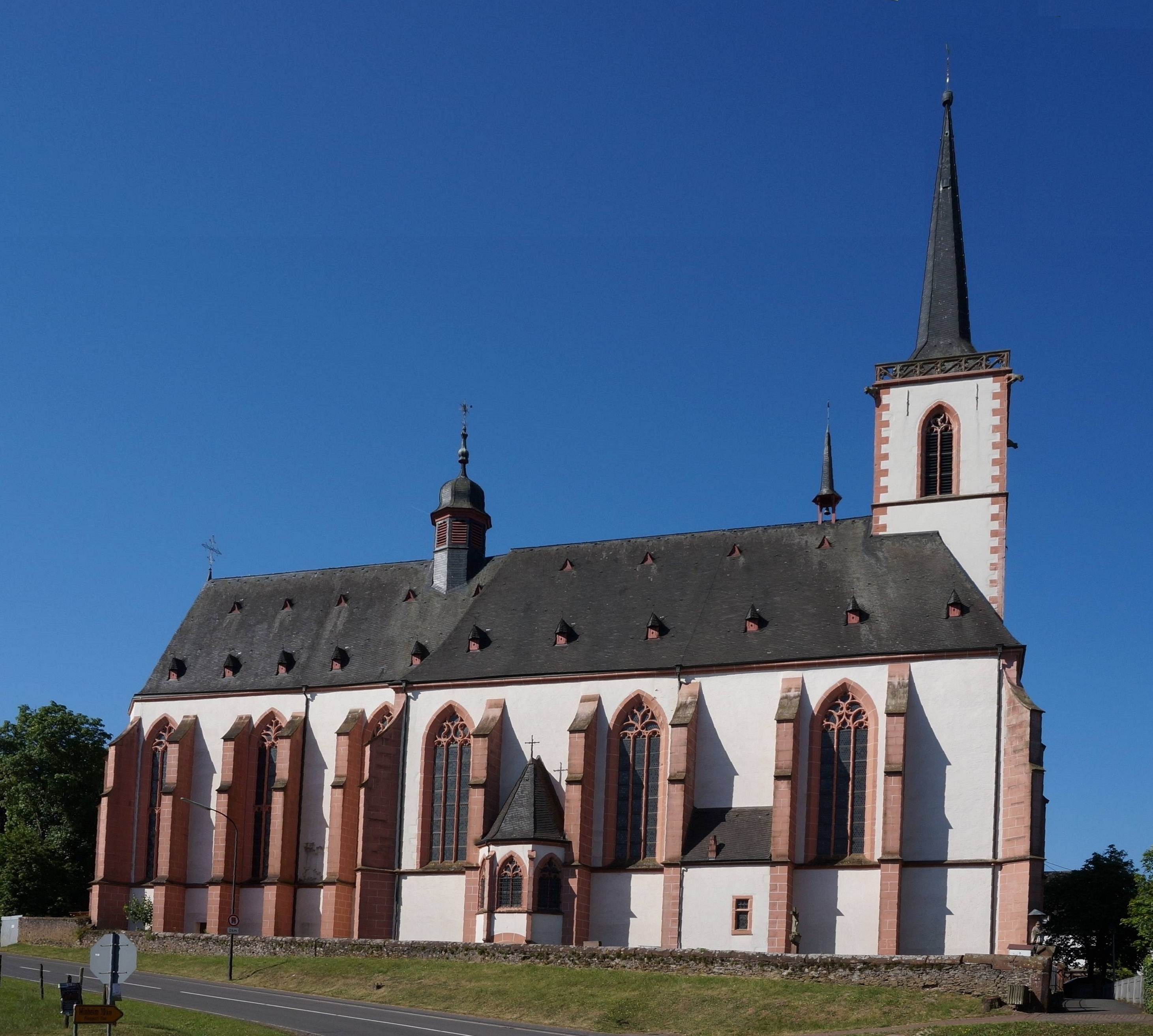
Wallfahrtskirche Klausen, Nordostansicht

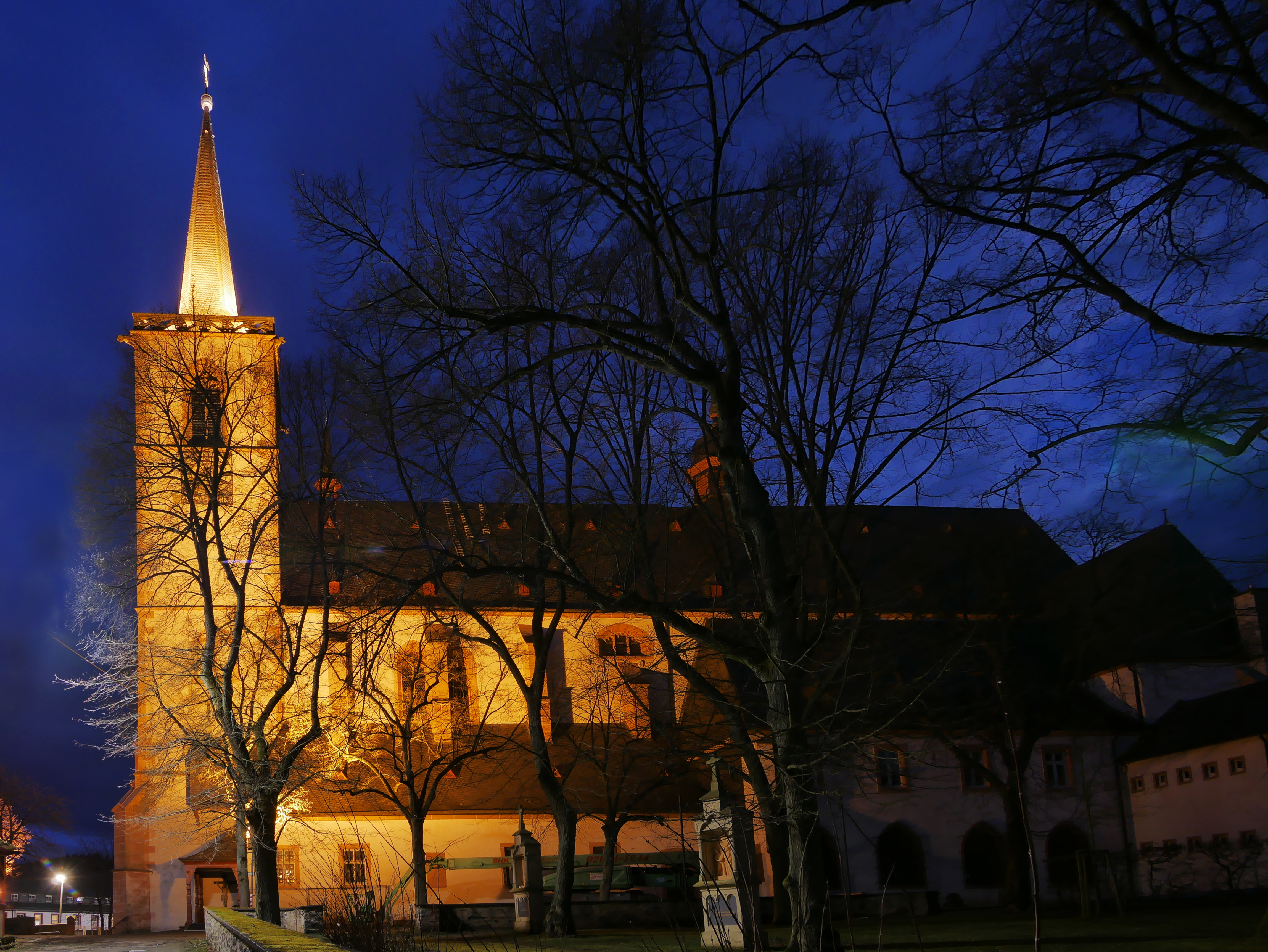
Wallfahrtskirche Klausen, Südwestansicht

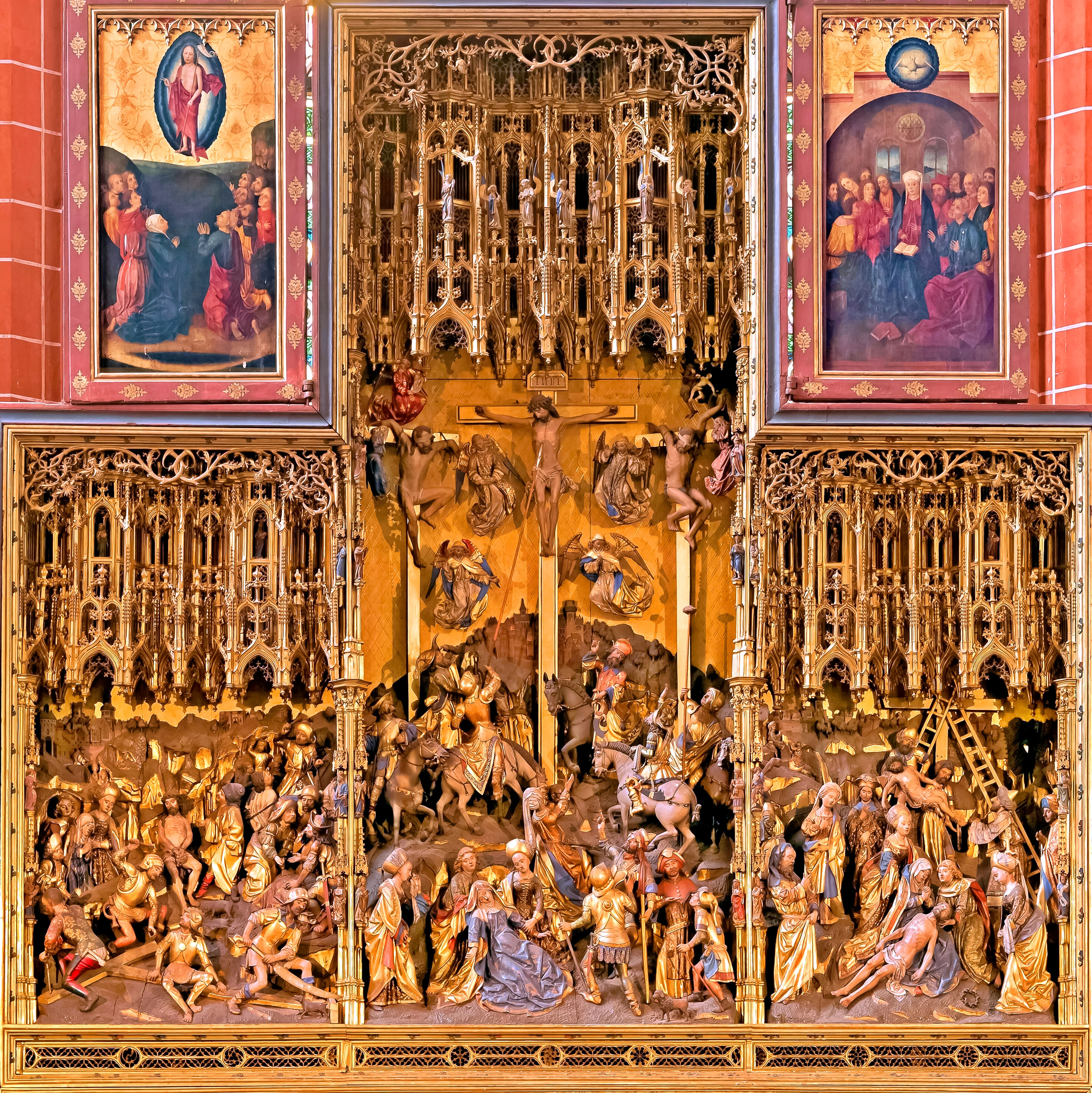
Der Antwerpener Passionsaltar, Mittelteil

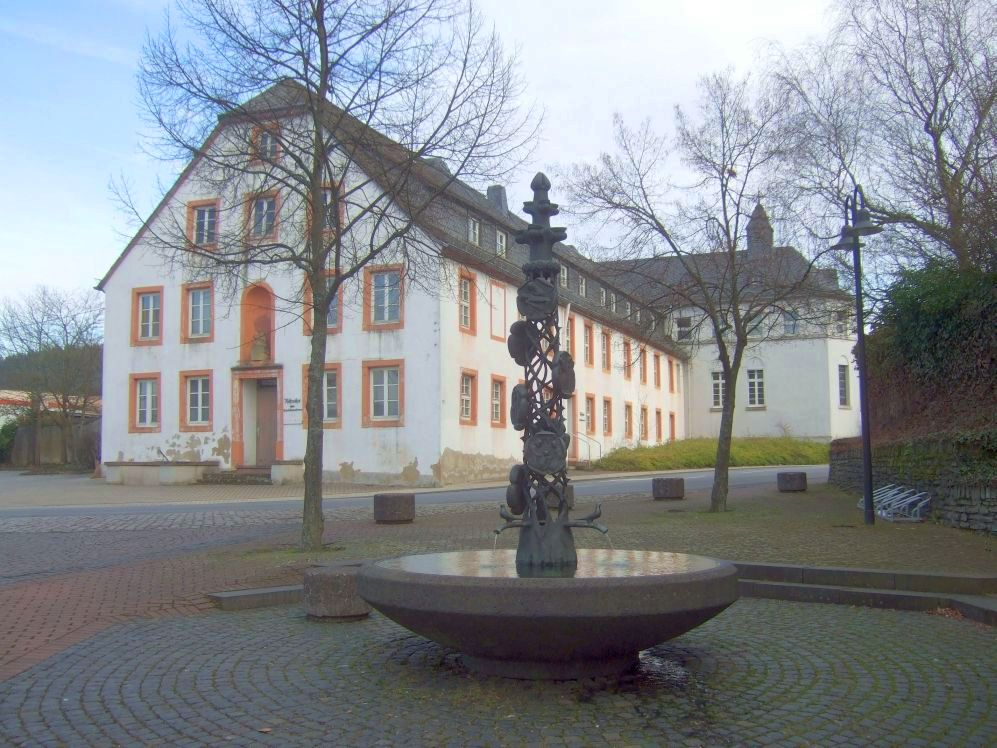
Ehemaliges Klostergebäude

Die römisch-katholische Wallfahrtskirche Maria Heimsuchung in Klausen (Eifel), auch Eberhardsklausen, ehemals Stifts-, heute Pfarrkirche, gilt als „bedeutendster Bau der Spätgotik in der Südeifel und im Moseltal“. Die Marien-Wallfahrtskirche zieht jährlich über 100.000 Pilger an.

## Geschichte
Die Kirchengründung wird mit einem Tagelöhner namens Eberhard in Verbindung gebracht, der nach der Überlieferung 1440 eine kleine Marienfigur für die persönliche Andacht in einen hohlen Baum stellte. Nach einer Vision der Gottesmutter baute er dort 1442 eine Klause, um als Einsiedler zu leben. Bald wurde von Heilungswundern an dem Ort erzählt und immer mehr Menschen kamen zur Klause. Noch in den 1440er-Jahren baute Eberhard die erste kleine Kirche, die der Trierer Erzbischof Jakob von Sierck weihte. Eberhard starb 1451. 1456 gründete der Erzbischof, wohl beraten von Nikolaus von Kues, mit Kanonikern aus Niederwerth und Böddeken bei dem Marienheiligtum ein Augustiner-Chorherren-Stift der Windesheimer Kongregation.
Die Gemeinschaft begann mithilfe einer Stiftung der Grundherren, der Ritter von Esch, und der Pilgergaben den Bau der Konventsgebäude und der spätgotischen Stiftskirche. Ihr Chor war 1474 vollendet, die Sakristei und Bibliothek 1491. 1502 wurde sie geweiht. Seitdem erfuhr das Gotteshaus keine baulichen Veränderungen mehr. Das Stift, geprägt von der Devotio moderna, hatte über lange Phasen seines Bestehens große Ausstrahlungskraft in Kurtrier und darüber hinaus. 1802 wurde es säkularisiert; die Kirche wurde Pfarrkirche.

## Architektur und Ausstattung

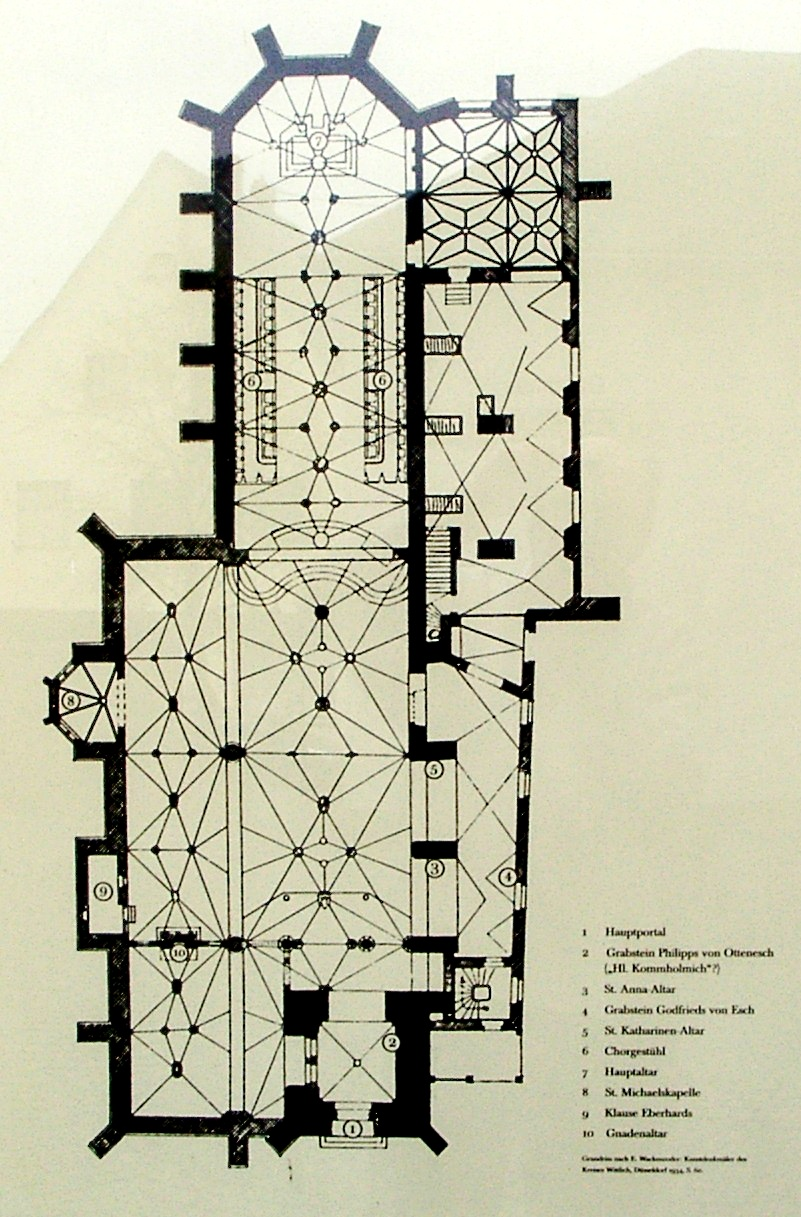
Grundriss der Kirche

Die Kirche ist ungewöhnlicherweise nach Südosten ausgerichtet, was vielleicht auf die ursprüngliche Eberhardsklause zurückgeht. Der spätgotische Bau besteht aus einem langgestreckten Chor, der sich in einem ebenso breiten und langen Mittelschiff fortsetzt, das auf der Nordostseite von einem gleich hohen Seitenschiff flankiert (Hallenkirche) wird. Auf der Südwestseite sind ein halbhoher Kapellengang sowie die Sakristei angebaut, in deren Obergeschoss die einst bedeutende Stiftsbibliothek untergebracht war. Daran schloss sich der Kreuzgang an, von dem nur geringe Reste erhalten sind. Alle Joche sind mit Netzgewölben überspannt.
Neben dem quadratischen, spitzhelmbekrönten Turm, der den Nordwestabschluss bildet, steht als Fortsetzung des Seitenschiffs die Gnadenkapelle mit dem alten Gnadenbild, möglicherweise Eberhards kleiner Pietà aus der Zeit um 1440, und einer neueren Darstellung aus dem 17. Jahrhundert. Die alte Statue ist aus Eichenholz, 20 Zentimeter hoch und 16 Zentimeter breit; das neuere Bild aus Sandstein ist etwa 1,15 Meter hoch und 83 Zentimeter breit.

Gnadenkapelle
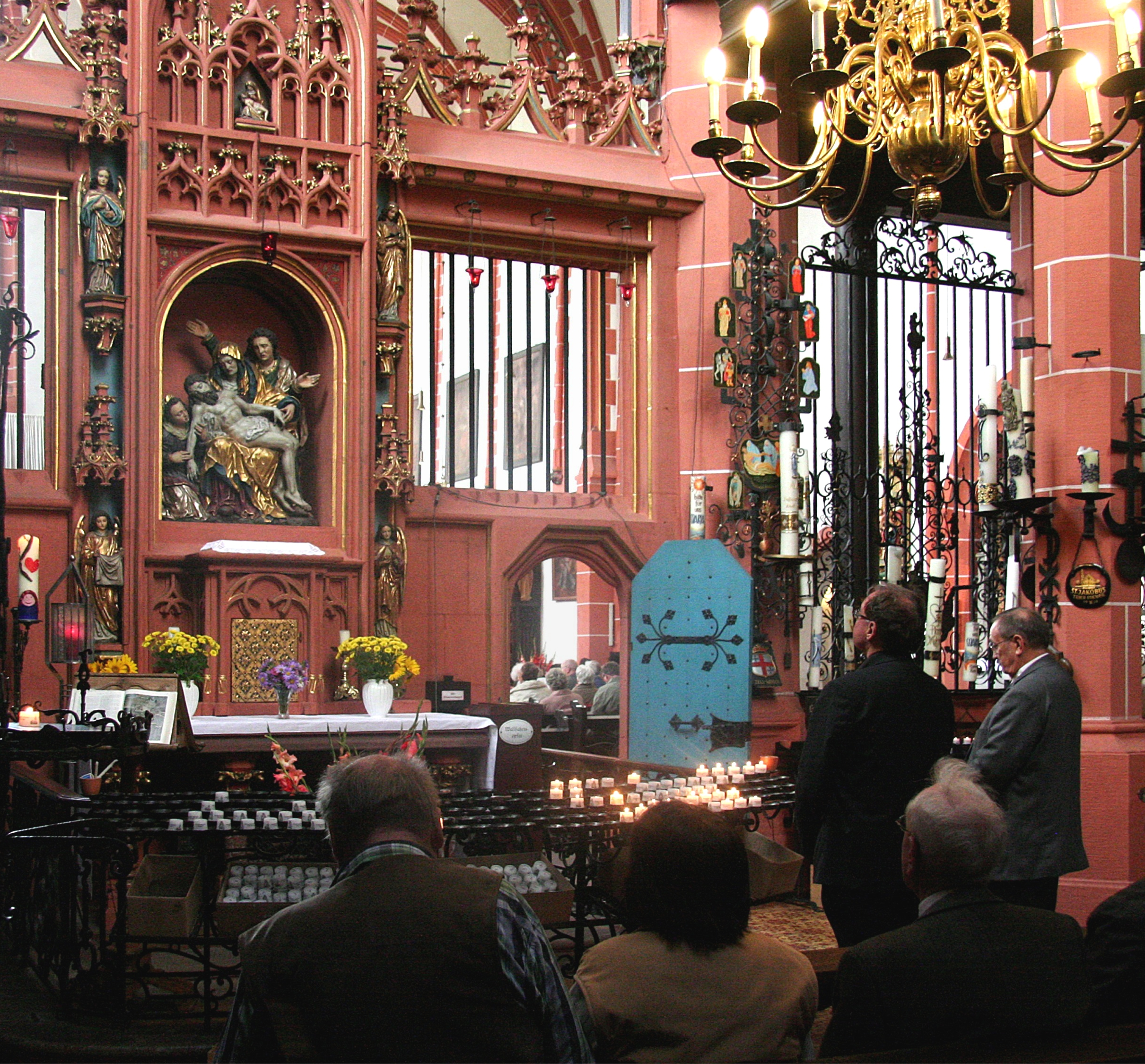
Gnadenkapelle Klausen
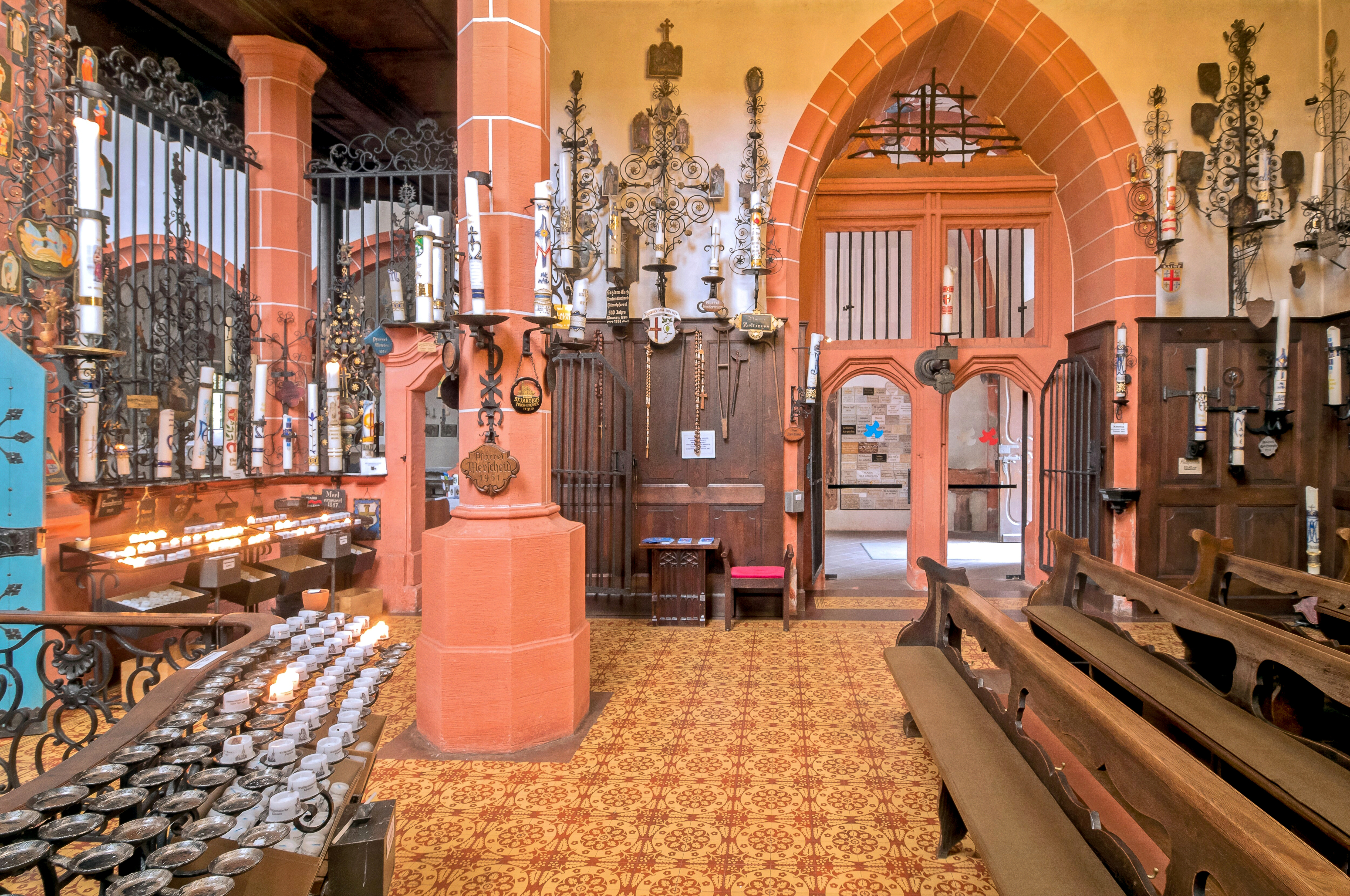
Gnadenkapelle mit Votivkerzen und Votivgaben
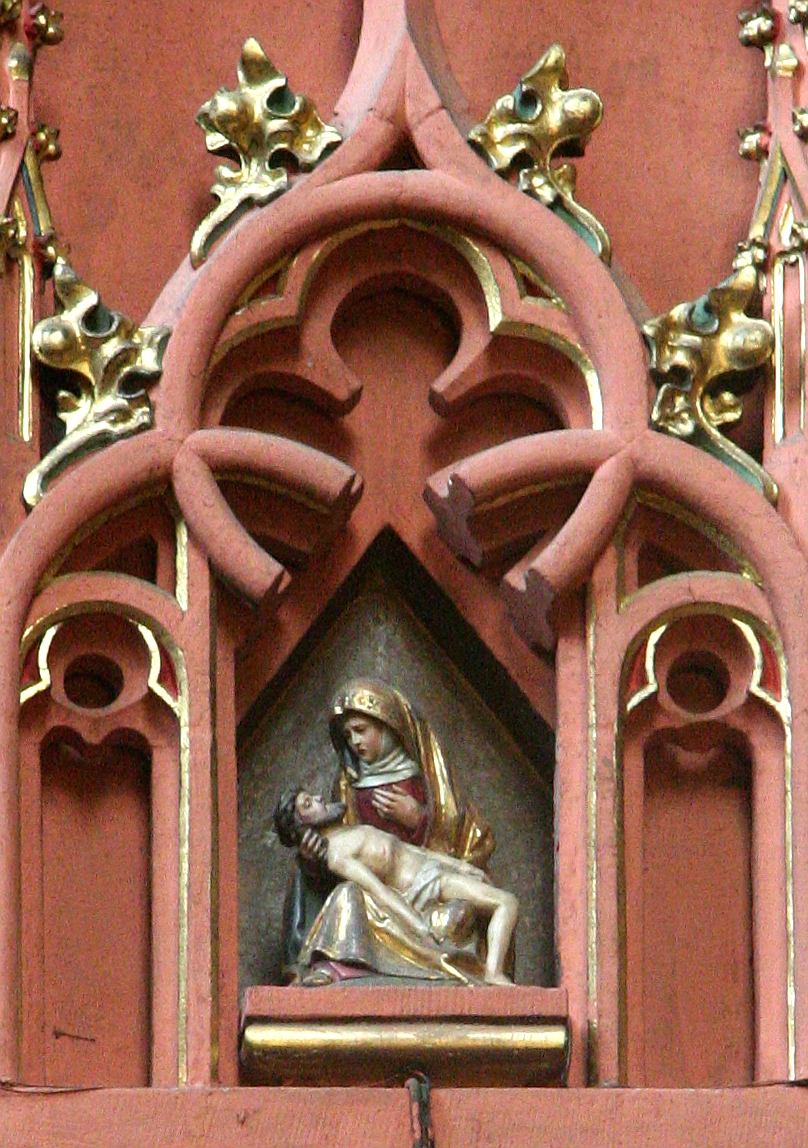
Pietà aus der Zeit um 1440
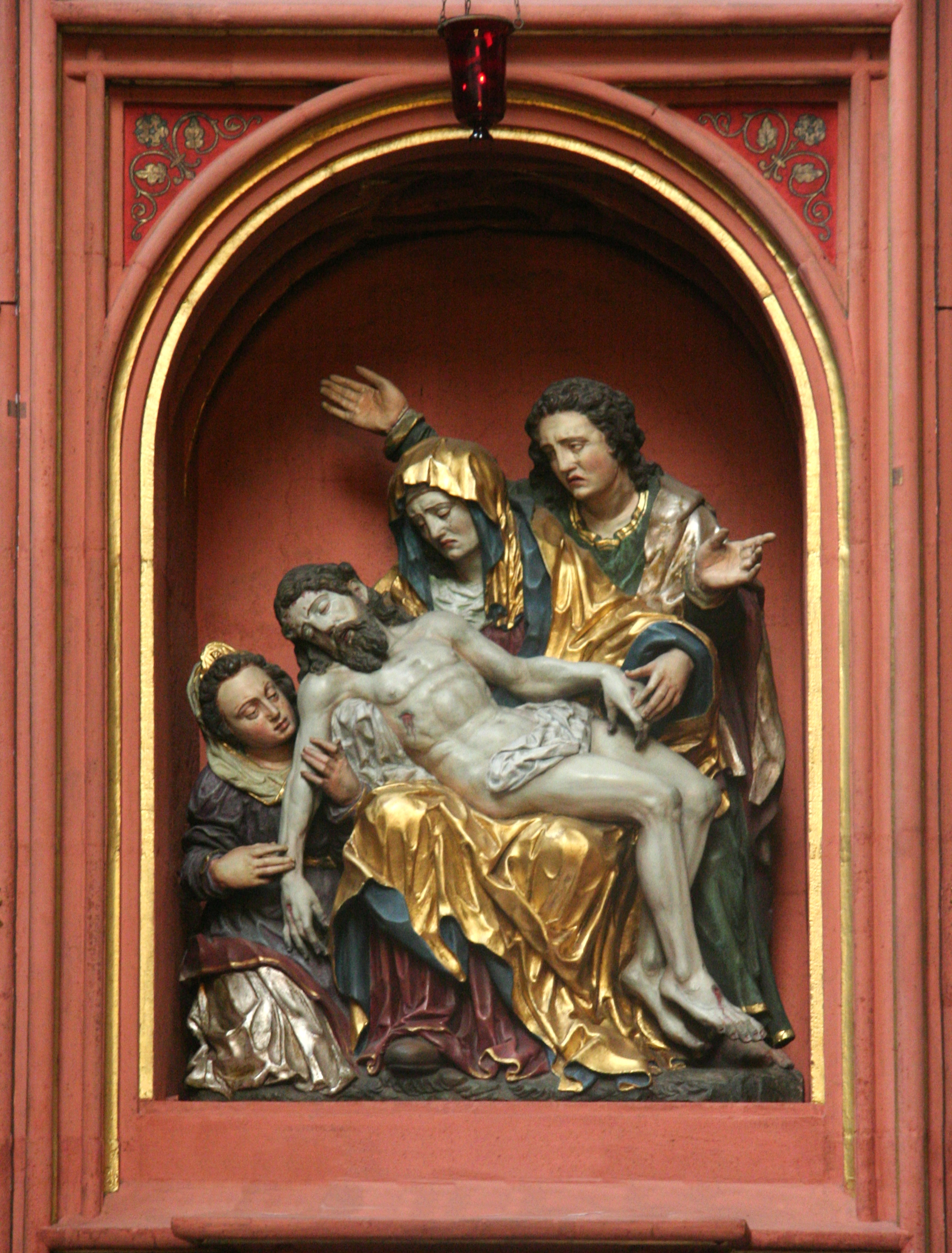
Skulptur aus dem 17. Jahrhundert
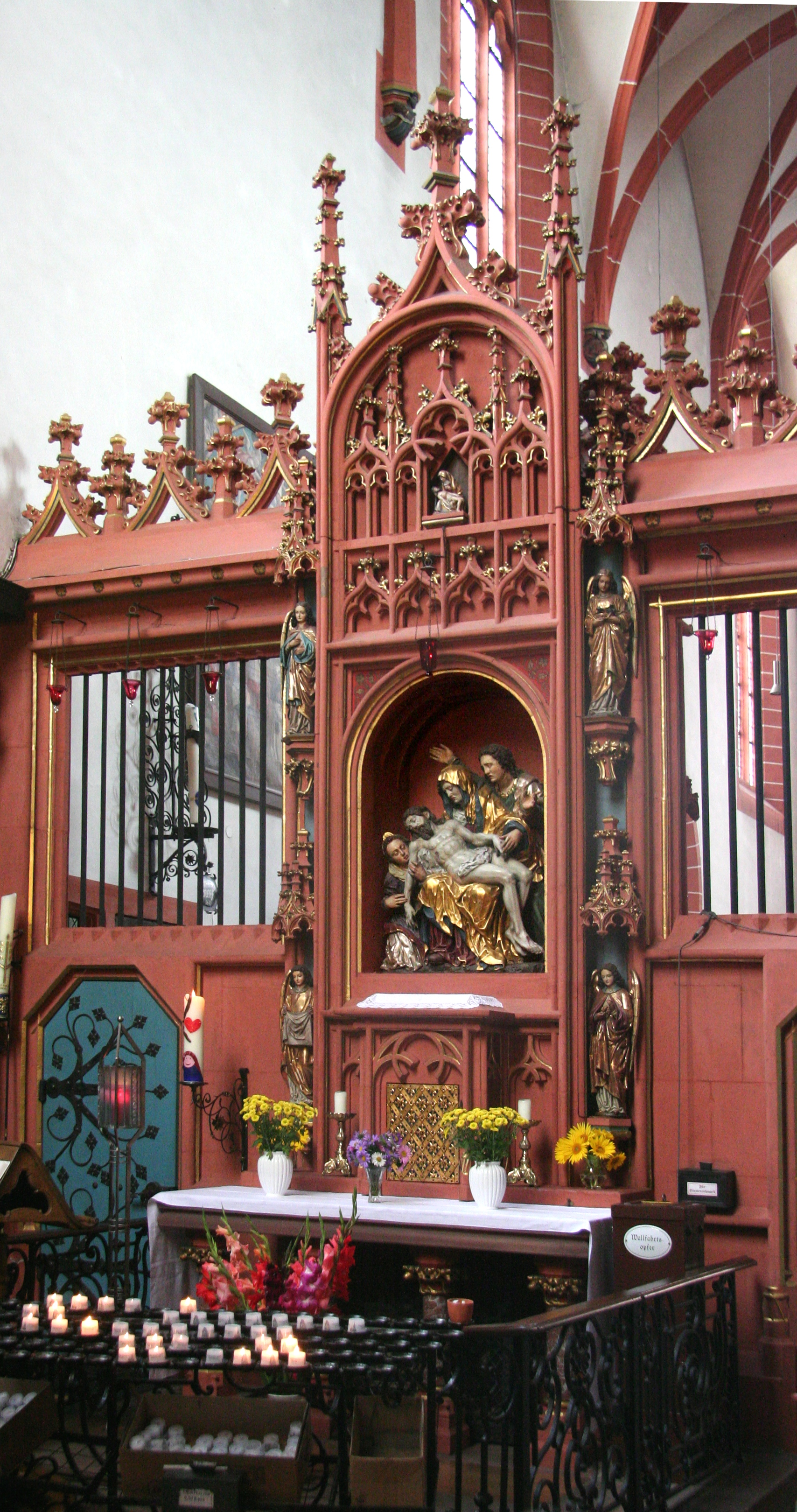
Gnadenkapelle

Das bedeutendste Ausstattungsstück ist ein figurenreicher Antwerpener Passionsaltar, der auf die Zeit um 1480 datiert wird.
Zwei Grabplatten erinnern an die Zeit, als die Stiftskirche Grablege der Familie von Esch war; eine im südlichen Anbau zeigt den 1465 verstorbenen Ritter Gotthard von Esch.

## Orgel

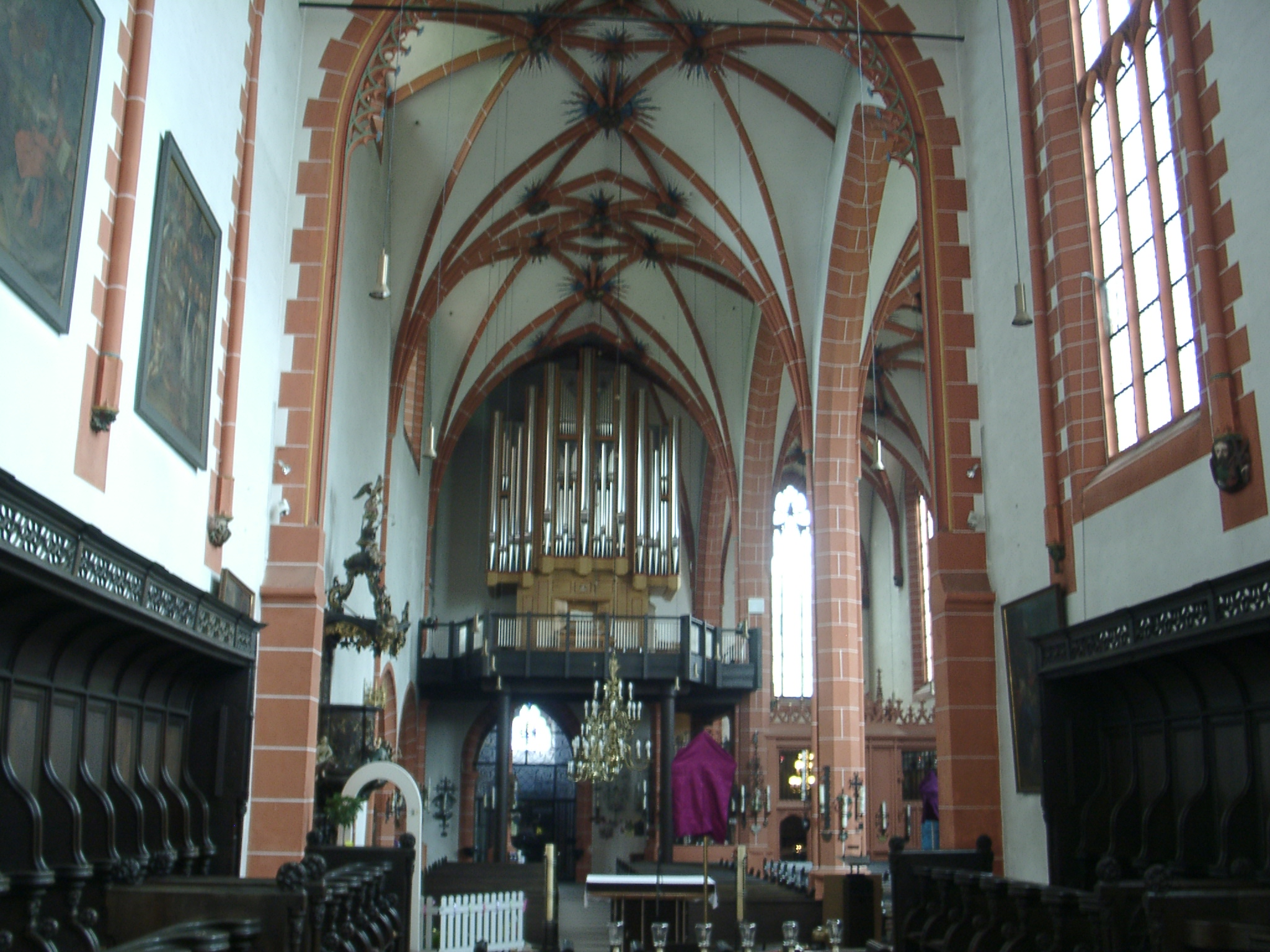
Blick auf die Orgel

2007 wurde eine neue Orgel von Rieger Orgelbau eingebaut. Sie umfasst 39 Register auf drei Manualen und Pedal.
| I Hauptwerk C–a3 |        |
| Bourdon          | 16'    |
| Principal        | 08'    |
| Gamba            | 08'    |
| Gedackt          | 08'    |
| Octave           | 04'    |
| Blockflöte       | 04'    |
| Superoctave      | 02'    |
| MixturIV         | 01 ⁄3' |
| CornetV          | 08'    |
| Trompete         | 08'    |
| Trompete         | 04'    |

| II Positiv C–a3 |        |
| Holzgedackt     | 08'    |
| Praestant       | 04'    |
| Rohrflöte       | 04'    |
| Flachflöte      | 02'    |
| Larigot         | 01 ⁄3' |
| Sifflöte        | 01'    |
| ScharffIII      | 01'    |
| Krummhorn       | 08'    |
| Tremulant       |        |

| III Schwellwerk C–a3 |         |
| Pommer               | 16'     |
| Flöte                | 08'     |
| Salicional           | 08'     |
| Vox coelestis        | 08'     |
| Traversflöte         | 04'     |
| Viola                | 04'     |
| Nasard               | 02 ⁄3'  |
| Quarte               | 02'     |
| Terz                 | 01 3⁄5' |
| Fourniture V         | 02 ⁄3'  |
| Basson               | 16'     |
| Trompette harmonique | 08'     |
| Oboe                 | 08'     |
| Tremulant            |         |

| Pedalwerk C–f1 |     |
| Principal      | 16' |
| Subbass        | 16' |
| Octavbass      | 08' |
| Gedackt        | 08' |
| Choralflöte    | 04' |
| Posaune        | 16' |
| Trompete       | 08' |

- Koppeln: II/I, III/I, III/II, I/P, II/P, III/P

## Eberhardsfässchen

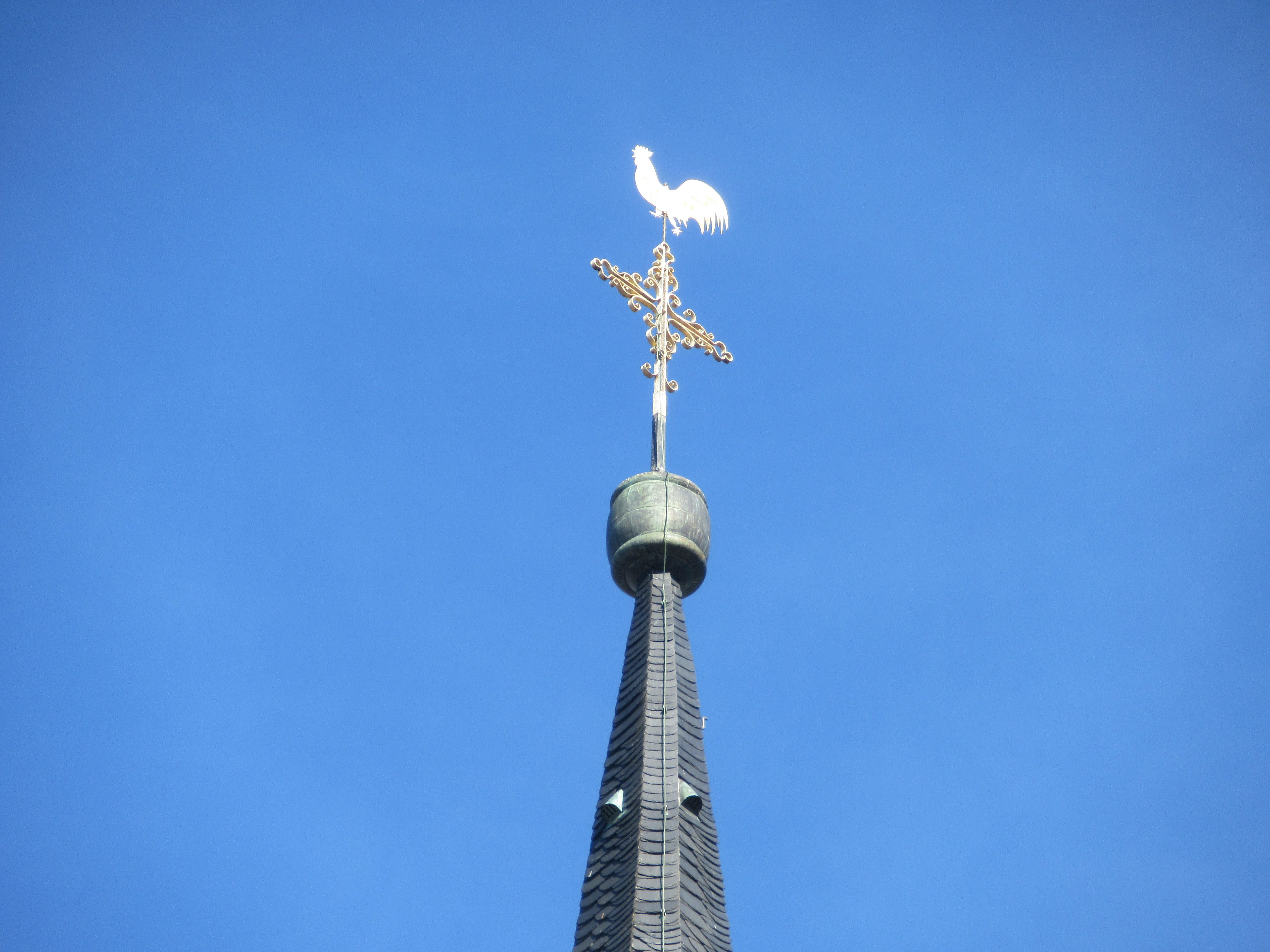
Eberhardsfässchen (2021)

Eine Besonderheit der Kirche ist das sog. Eberhardsfässchen, ein Weinfass, das an der Kirchturmspitze verbaut ist und auf eine Sage zurückgeht.

## Trivia

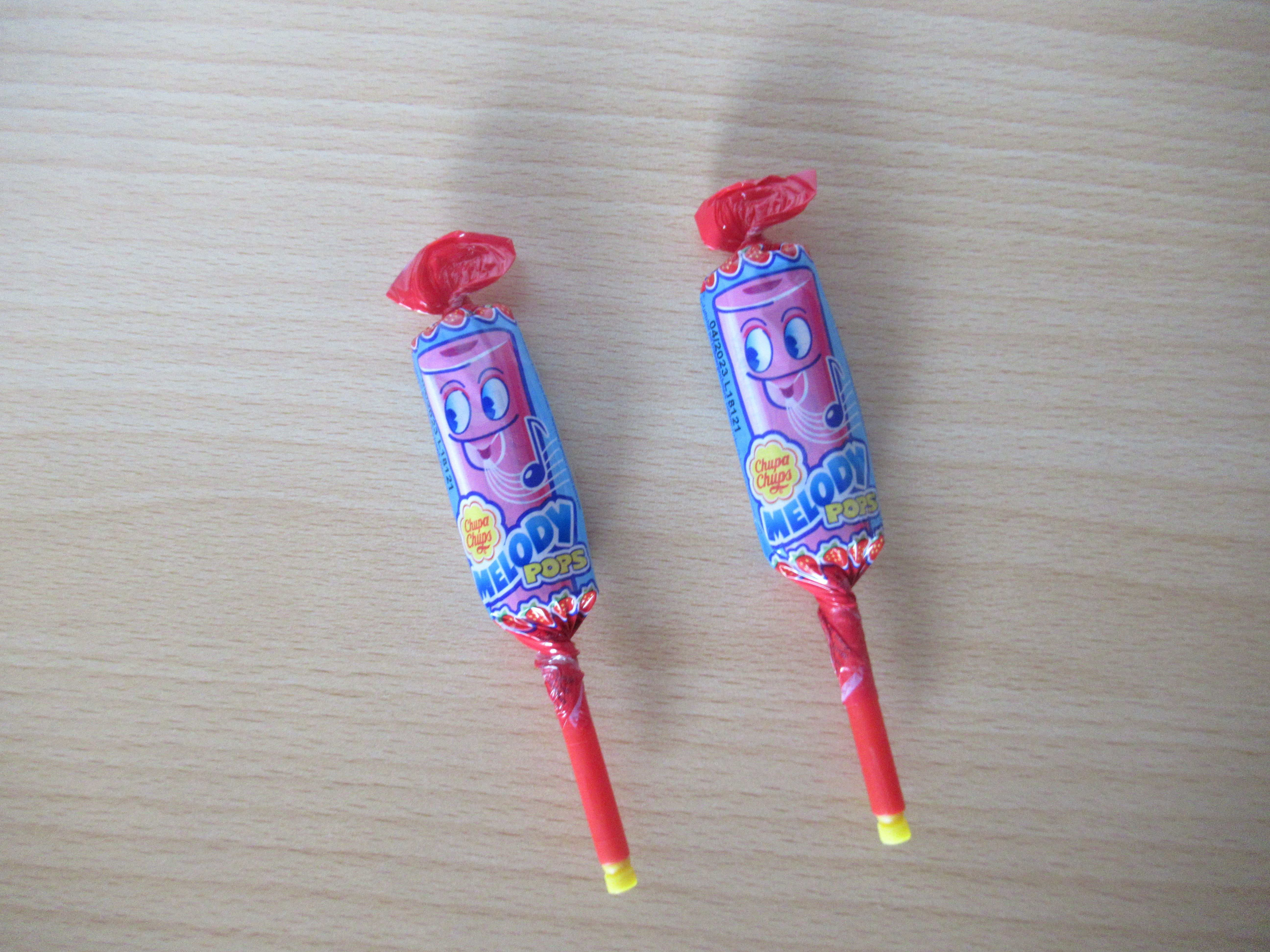
Klausener Zuckerpfeifen

Bekannt sind die Klausener Zuckerpfeifen als Mitbringsel von einer Wallfahrt.

### Allgemeines
- Jürgen Gansen: Geschichte des Gnadenortes Eberhards-Clausen. Von der Entstehung bis zur Gegenwart. Trier 1922.
- Peter Dohms: Die Geschichte des Klosters und Wallfahrtsortes Eberhardsklausen an der Mosel von den Anfängen bis zur Auflösung des Klosters im Jahre 1802. Bonn 1968.
- Peter Dohms: Das frühere Kloster Eberhardsklausen mit der Wallfahrtskirche in Klausen bei Wittlich (= Rheinische Kunststätten. Band 340). Köln 1989.
- Paul Hoffmann: Wallfahrten nach Eberhardsklausen. In: Johannes Mötsch, Martin Schöbel (Hrsg.): Eiflia sacra. Studien zu einer Klosterlandschaft (= Quellen und Abhandlungen zur mittelrheinischen Kirchengeschichte. Band 70). Mainz 1994, S. 325–344.
- Jörg Bölling: Reform vor der Reformation. Augustiner-Chorherrenstiftsgründungen an Marienwallfahrtsorten durch die Windesheimer Kongregation. LIT, Berlin/Münster 2014.

### Bibliothek
- Beate Braun-Niehr: Aurelius Augustinus: Enarrationes in psalmos – Die erste Quinquagena aus Eberhardsklausen mit einer Miniatur aus der Werkstatt des „Meister der Darmstädter Passion“. In: Rainald Grosshans (Hrsg.): Maler des Lichtes. Der Meister der Darmstädter Passion: zur Restaurierung der Berliner Altarflügel. Berlin 2000, S. 37–41.
- Christine Beier: Buchmalerei aus dem Kloster Eberhardsklausen. In: Karl-Heinz Hellenbrand (Hrsg.): Rund um den Dom. Kleine Beiträge zur Geschichte der Trierer Bücherschätze. Festschrift für Franz Roning. Moll, Trier 2007, S. 7–24.
- Kurt Heydeck, Giuliano Staccioli: Die lateinischen Handschriften aus dem Augustiner-Chorherrenstift Eberhardsklausen in der Stadtbibliothek Trier. Teil 1, Wiesbaden 2007 (Teildigitalisat des Vorworts).
- Marco Brösch: Der historische Bibliothekssaal des Augustiner-Chorherren-Klosters Eberhardsklausen aus dem 15. Jahrhundert. In: Andrea Rapp, Michael Embach (Hrsg.): Rekonstruktion und Erschließung mittelalterlicher Bibliotheken. Neue Formen der Handschriftenpräsentation (= Beiträge zu den Historischen Kulturwissenschaften. Band 1). Berlin 2008, S. 23–44.
- Andreas Lehnhardt: Die Einbandfragmente des 'Sefer Teruma' des Baruch bar Isaak aus der Bibliothek des ehemaligen Augustiner-Chorherren-Klosters in Eberhardsklausen bei Trier. In: Andrea Rapp, Michael Embach (Hrsg.): Zur Erforschung mittelalterlicher Bibliotheken. Chancen – Entwicklungen – Perspektiven. Klostermann, Frankfurt am Main 2009, S. 245–273.
- Christine Beier: Die Devotio moderna und der Medienwandel. Buchmalerei in Handschriften und Inkunabeln aus dem Augustiner-Chorherrenkloster Eberhardsklausen. In: Wiener Jahrbuch für Kunstgeschichte 58 (2009), S. 137–160.
- Marco Brösch: Die Klosterbibliothek von Eberhardsklausen und ihre Bestände. Von den Anfängen bis ins 16. Jahrhundert. Dissertation Universität Trier, Trier 2015. (Digitalisat).
- Marco Brösch: Die Klosterbibliothek von Eberhardsklausen. Der Klosterraum und die Wandmalereien im ehemaligen Augustiner-Chorherrenkloster. In: Libri pretiosi. Mitteilungen der Bibliophilen Buchgesellschaft Trier e. V. 19 (2016), S. 37–57.
- David Gniffke: Meditando miracula. Über das Lesen und Schreiben von Wunderberichten in Eberhardsklausen. In: Kurtrierisches Jahrbuch 56 (2016), S. 59–81.
- Susanne Kern: Die spätgotischen Wandmalereien der Klosterbibliothek Eberhardsklausen an der Mosel. In: Das Münster 70 (2017), S. 83–88.
- Marie-Luise Heckmann: Schreiberprofil oder Schreib- und Einbandwerkstatt? Der Fall Eberhardsklausen. In: Kurtrierisches Jahrbuch 58 (2018), S. 59–84.
- Marco Bösch: Die Klosterbibliothek von Eberhardsklausen. Raumkonzept – Wandmalereien – Bestände. In: Helga Fabritius, Albert Holenstein (Hrsg.): Klosterbibliotheken. Herausforderungen und Lösungsansätze im Umgang mit schriftlichem Kulturerbe (= Fachtage Klosterkultur. Band 1). Sankt Ottilien 2021, S. 171–183.

### Ausstattung
- Birgit Dunker, Stephan Kemperdick: Ein unbekanntes Werk vom Meister der Darmstädter Passion. Die Flügel des Hochaltars der Wallfahrtskirche in Eberhardsklausen. In: Zeitschrift des Deutschen Vereins für Kunstwissenschaft 48 (1994), S. 61–89.